# Spindelmjölskinn
Spindelmjölskinn (Trechispora araneosa) är en svampart som först beskrevs av Höhn. & Litsch., och fick sitt nu gällande namn av K.H. Larss. 1995. Enligt Catalogue of Life ingår Spindelmjölskinn i släktet Trechispora,  och familjen Hydnodontaceae, men enligt Dyntaxa är tillhörigheten istället släktet Trechispora,  och familjen Sistotremataceae. Arten är reproducerande i Sverige. Inga underarter finns listade i Catalogue of Life.